# Jessie Otto Hite
Jessie Otto Hite (* 4. April 1947 in San Antonio) ist eine amerikanische Kunsthistorikerin. Von 1993 bis 2008 war sie Direktorin des Blanton Museum of Art der University of Texas at Austin. In ihre Amtszeit fiel 2006 die Eröffnung des eigenen Museumsgebäudes. Sie erweiterte zudem die Museumssammlung um bedeutende Konvolute wie die Suida Manning Collection mit dem Schwerpunkt der Renaissance und des Barocks in Italien und Frankreich.

## Leben

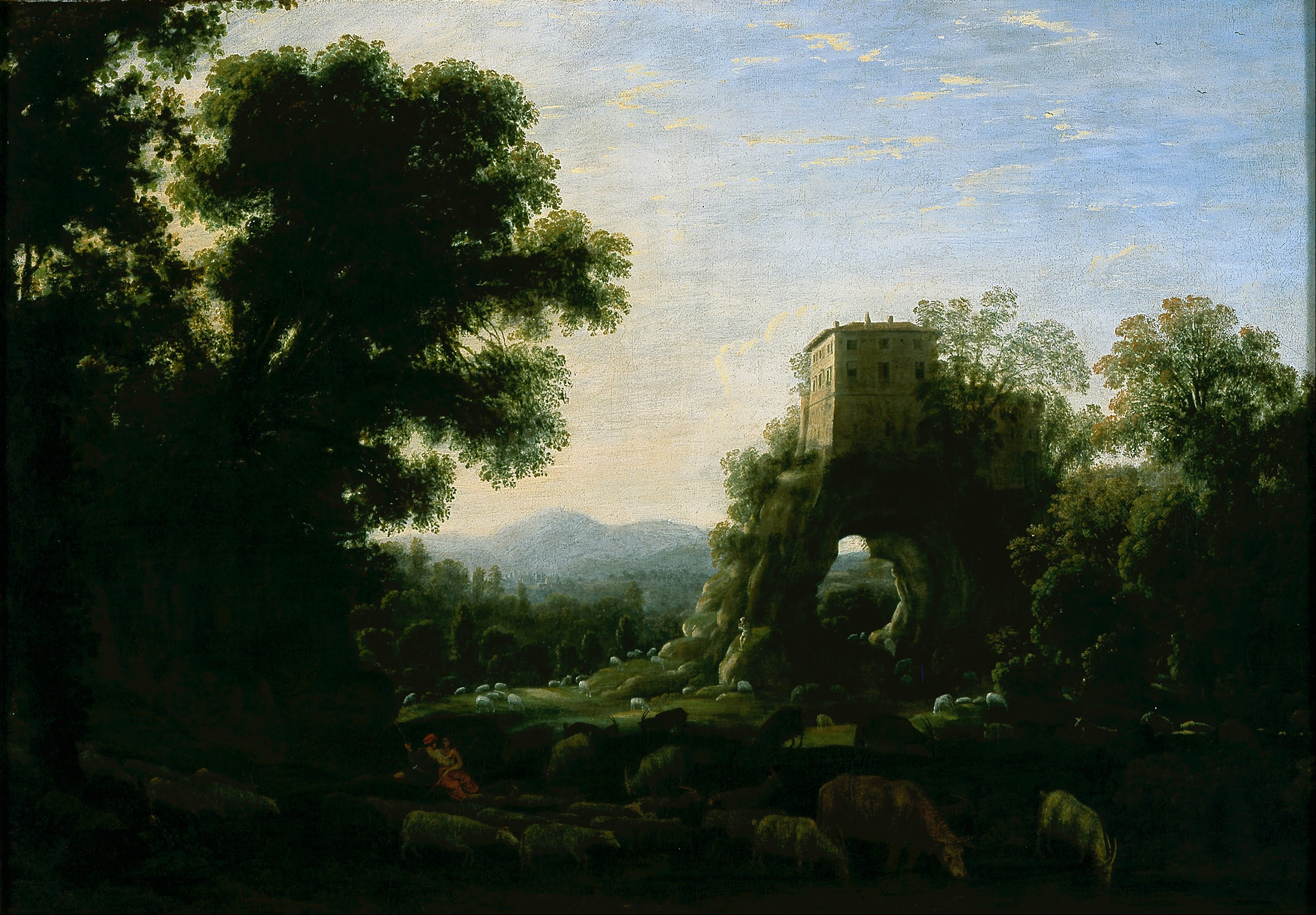
Claude Lorrain, Pastorale Landschaft, Öl auf Leinwand, 61,5 × 88 cm, 1628/1630. Es handelt sich um eines der bedeutende Werke, die mit der Suida Manning Collection 1998 in die Sammlung des Blanton Museum of Art Eingang fanden.

Jessie Hite begann ihre Karriere am Blanton Museum of Art, das damals noch Huntington Art Gallery und dann University Art Museum hieß, im Jahr 1979. Zu diesem Zeitpunkt war sie noch Doktorandin der Kunstgeschichte. 1993 übernahm sie den Direktorenposten. Unter ihrem Direktorat wuchs die Sammlung des Museums um über 7000 Werke, wobei die Schenkung von mehr als 200 Werken aus der Michener Collection sowie der Ankauf der Suida-Manning Collection und der Leo Steinberg Collection die bedeutendsten Erwerbungen darstellten. Bei einem Besuch im Harry Ransom Center, in dem zu dieser Zeit die Sammlung des Museums präsentiert wurde, nahm Robert Manning Kontakt zu Hite auf und deutete in einem Treffen, bei dem auch der Kurator der Graphikabteilung, Jonathan Bober, zugegen war, an, dass er nach dem Tod seiner Frau eine Institution für die von den beiden gepflegten Suida Manning Collection suchte. Bober und Hite gelang es die notwendigen Mittel für den Ankauf der Sammlung einzuwerben und setzten sich dabei gegen renommierte Konkurrenz durchsetzten. 1998 wurde die Transaktion vollzogen. Dieser Coup führte jedoch auch zu Konflikten im Museum. Die Kuratorin für lateinamerikanische Kunst, Mari Carmen Ramírez, warf Hite vor diesen Sammlungsbereich als Kern des Museumsbestandes aufgegeben und ihre intellektuelle Arbeit zu haben. Sie initiierte in Folge eine Kampagne gegen die Direktorin, bevor sie im Jahr 2000 aus dem Blanton Museum of Art ausschied. Um den Kuratorenposten für den Nachfolger von Ramírez, Gabriel Pérez-Barreiro, attraktiv zu gestalten, untersagte Hite ihr die Arbeit am Sammlungskatalog, der dann im Jahr 2006 erschien.

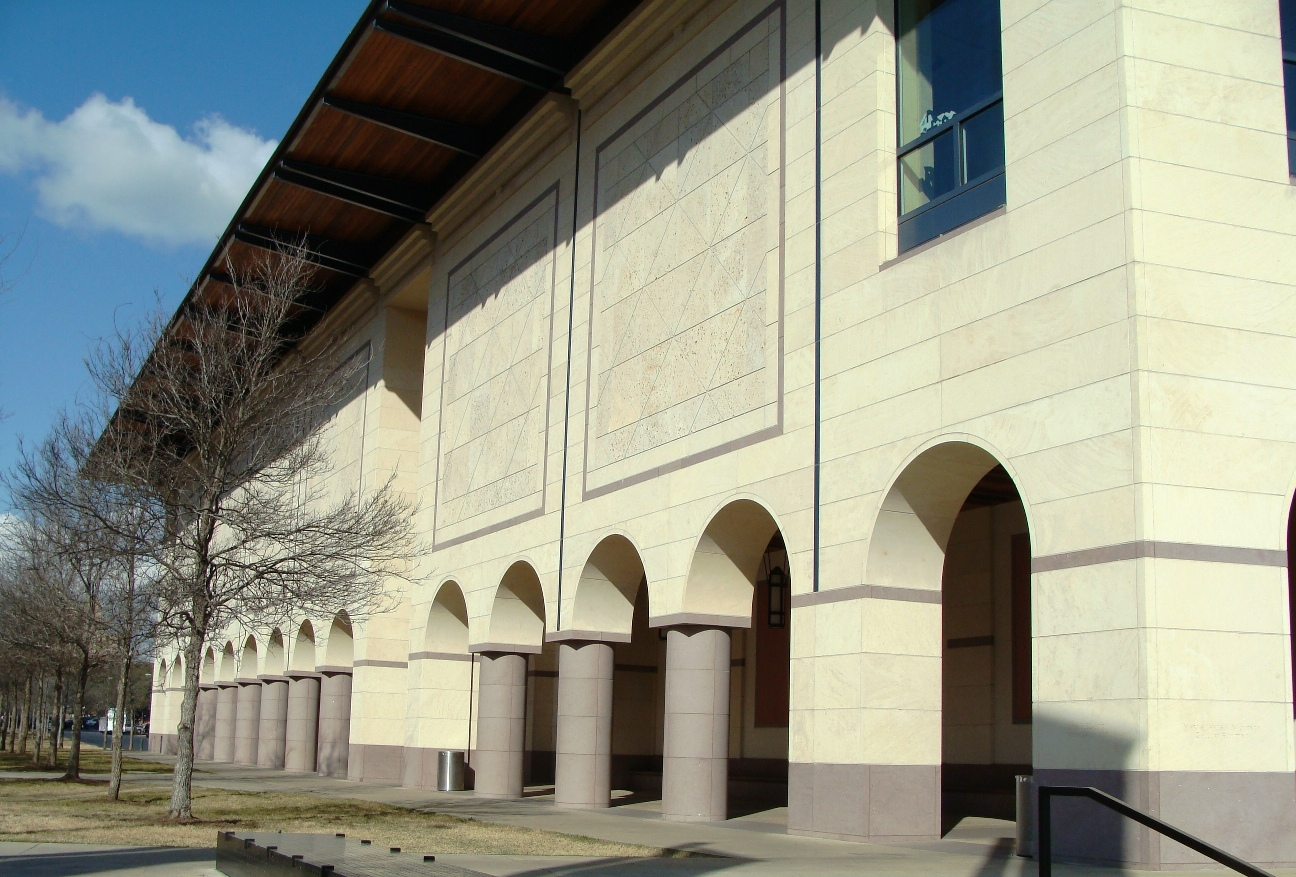
Ansicht des Mari and James Michener Gallery Buildings des Blanton Museum of Art mit seinen Arkaden hin zur Larry and Mary Ann Faulkner Plaza. Aufnahme 2008.

In Hites Amtszeit fiel die Errichtung eines eigenen Museumsgebäudes. 1997 stieß die Schenkung von 12 Millionen Dollar von Houston Endowment Inc. zu Ehren des ehemaligen Vorsitzenden Jack S. Blanton den Planungsprozess für das Gebäude an, das 2006 eröffnet wurde. Die Planungsphase wurde von einem Konflikt um die architektonische Gestaltung des Museumsgebäudes überschattet. Der von Herzog & de Meuron 1999 vorgelegte Entwurf stieß bei zwei Mitgliedern des University of Texas Board of Regents auf scharfe Ablehnung. In der Folge wurden den Architekten das Projekt entzogen, ohne dass sie einen überarbeiteten Entwurf hätten vorlegen können. Aus Protest über dieses Vorgehen trat der Dean der School of Architecture, Lawrence Speck zurück. Auch Hite dachte in dieser Lage an Rücktritt, blieb aber letztendlich auf ihrem Posten. In Folge dieses Eklats zog sie im Herbst 2002 eine Gruppe von Experten zur Beurteilung des neuen Entwurfs von Kallmann McKinnell & Wood hinzu, der gestalterisch weniger ambitioniert und eher funktional war. Um das schleppende Fundraising für den Bau anzukurbeln, griff Hite den Vorschlag Specks auf, einen Landschaftsarchitekten und einen Landschaftskünstler für die Gestaltung des Platzes zwischen den Museumsgebäuden hinzuzuziehen. Dafür wurden Peter Walker und Mel Chin beauftragt. Der Bedarf an eigenen Räumlichkeiten war über Jahrzehnte prägend für die Arbeit an dem Museum, das große Teile seiner bedeutenden Bestände an amerikanischer und lateinamerikanischer Kunst nicht angemessen präsentieren konnte. Der Bau des Galerie- und des Verwaltungsgebäudes kostete insgesamt 86 Millionen Dollar, die Hite hauptsächlich als Spenden einwarb. Letztendlich adoptierte Hite die Position der Mitglieder des Boards der Universität, die den ursprünglich Entwurf zu Fall brachten. So gab sie anlässlich der Eröffnung zu Protokoll: „I just believe that art looks better in traditional spaces. […] This is what we’re trying to do, and we’re not apologizing for it.“

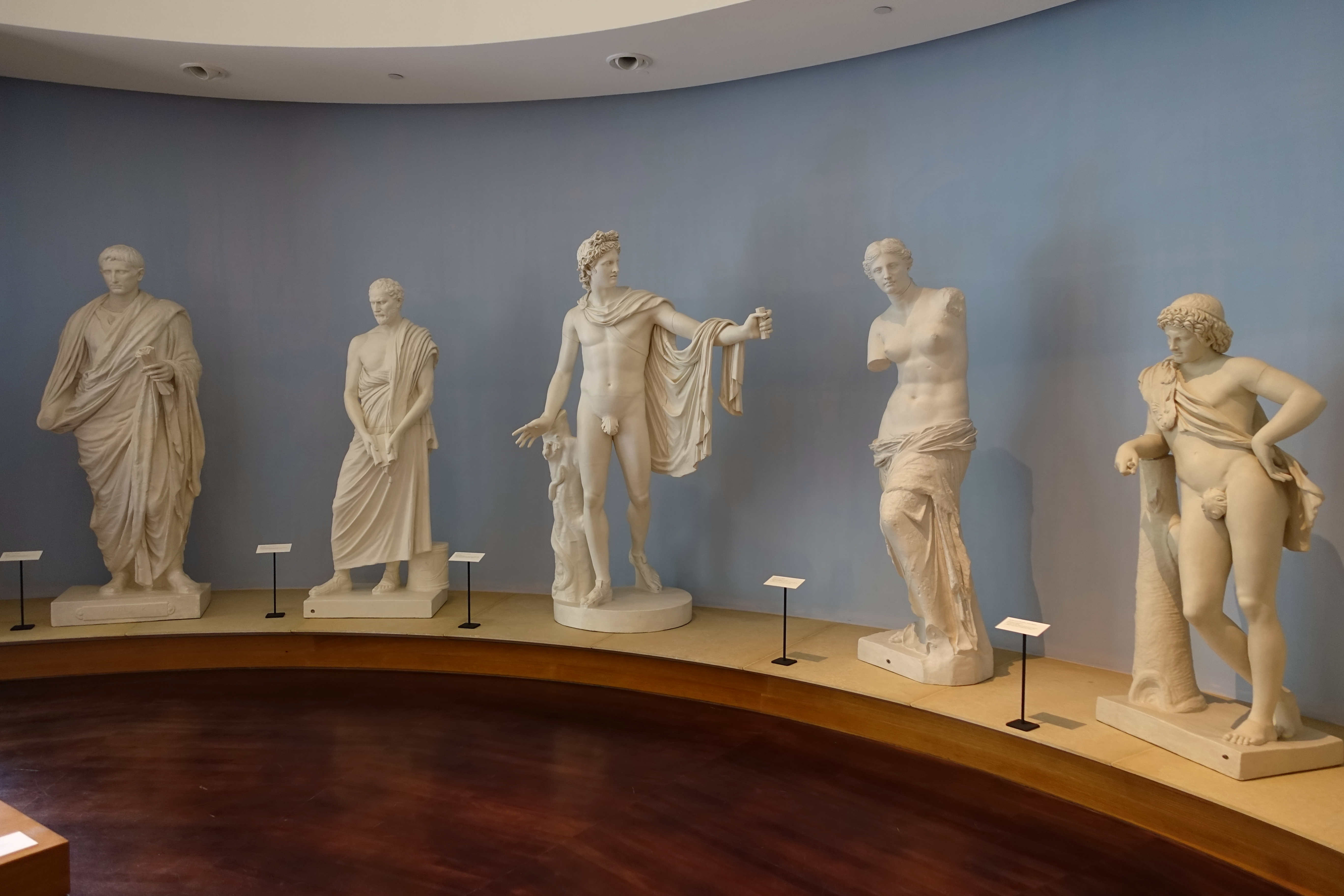
Display mit Gipsabgüssen aus der Battle Collection of Plast Casts. Aufnahme 2015.

Hite setzte sich insbesondere auch für die Abgusssammlung der University of Texas at Austin ein, die 2004 vom Classics Department dem Museum endgültig übereignet wurden. Im Neubau präsentierte sie ab 2006 im Atrium und der Rotunde Werke aus diesem Bestand. Mit ihrem Rücktritt als Direktorin geriet dieses Sammlungskonvolut wieder vermehrt auf das Abstellgleis.
Im März 2008 gab Hite das Direktorat des Museums auf. Ihr folgte Ann Wilson als Interimsdirektorin nach, die seit 2004 Hites Stellvertreterin gewesen war.

## Publikationen
- Larry R. Faulkner, Jessie Otto Hite (Hrsg.), Blanton Museum of Art. Guide to the Collection, Austin, TX 2006, ISBN 0-9771453-2-8.